# Avicularia hirsuta
Avicularia hirsuta is een spin uit de familie vogelspinnen (Theraphosidae) en lid van het geslacht Avicularia. Deze spin treft men voornamelijk aan in Cuba.